# Koeleria hungarica
Koeleria hungarica är en gräsart som beskrevs av Karel Domin. Koeleria hungarica ingår i släktet tofsäxingar, och familjen gräs. Inga underarter finns listade i Catalogue of Life.